# Шумское городище
Шумское городище (укр. Шумське городище) — славянское городище в Житомирской области Украины, расположенное неподалёку от города Житомира, на берегу реки Гнилопять. Исследователи (И. П. Русанова) датируют Шумское городище IX веком и приписывают его создание либо древлянам, либо представителям пражско-корчакской культуры.

## Описание
На территории городища расположено углубление крестообразной формы с плоским дном и вертикальными стенками, ориентированное по линии север-юг. Размеры этого углубления составляют 14,2 на 11 м, глубина 40-50 см. В центре расположена большая столбовая яма, заполненная камнями и окруженная другими столбовыми ямами и камнями. Судя по обнаруженной золе, в центре углубления разводился огонь.
Поблизости обнаружен могильник с трупосожжениями, имевший вид ограниченной небольшим рвом круглой площадки (с диаметром 5 м.), с прокаленной поверхностью и слоем углей толщиной около 50 см.
На соседнем (вдоль по берегу) мысу Гнилопяти обнаружен один жилой дом и хозяйственные постройки. Дом этот, судя по всему принадлежал жрецу.
На территории городища обнаружена керамика IX—X вв., кремнёвый наконечник стрелы, пережжённые кости быка и птиц.

## Функции
По мнению историков приблизительно в этих местах проходила южная граница территории древлян.
Относительно функции и назначения городища И. П. Русановой высказано предположение, что здесь в своё время был проведён торжественный единоразовый обряд, посвящённый какому-то случаю.

## Исследования
До 1964 года на территории Шумского городища находился небольшой посёлок Шумск, который был снесён для создания военного полигона. Во время сноса и было обнаружено крестообразное святилище. О посёлке спустя годы напоминает лишь старое заросшее кладбище. На данный момент на месте бывшего поселка Шумск находится площадка для тренировки военных десантных подразделений.